# Consolida divaricata
Consolida divaricata là một loài thực vật có hoa trong họ Mao lương. Loài này được Schroding mô tả khoa học đầu tiên năm 1909.